# چوب‌خزک دمگاه‌بلوطی
چوب‌خزک دمگاه‌بلوطی (نام علمی: Xiphorhynchus pardalotus) گونه‌ای از پرندگان در زیرتیرهٔ چوب‌خزکان (Dendrocolaptinae) از تیرهٔ پرندگان تنورمرغان (Furnariidae) است. در برزیل، گویان فرانسه، گویان، سورینام و ونزوئلا یافت می‌شود.